# 会宁红军会师旧址
会宁红军会师旧址，是一处位于中国甘肃省会宁县的全国重点文物保护单位。列入保护的范围约4万平方米，旧址与纪念建筑包括会师楼、会师联欢会会址、会师纪念塔、将帅碑林、革命文物陈列馆、红军烈士纪念堂、红军总司令部旧址、总政治部旧址、红四方面军总指挥部旧址、红一军团指挥部旧址、红四方面军政治部旧址、朱德故居、张国焘故居、徐向前故居等建筑。1996年11月20日公布为第四批全国重点文物保护单位。